# Карасі (Крутіхинський район)
Карасі́ (рос. Караси) — селище у складі Крутіхинського району Алтайського краю, Росія. Входить до складу Заковряшинської сільської ради.

## Населення
Населення — 142 особи (2010; 166 у 2002).
Національний склад (станом на 2002 рік):
- росіяни — 84 %